# Marcelin, Pain et Vin
Pour les articles homonymes, voir Marcelino pan y vino.
Pour plus de détails, voir Fiche technique et Distribution.
Marcelin, Pain et Vin (Marcelino pan y vino) est un film dramatique italo-espagnol en noir et blanc réalisé par Ladislas Vajda et sorti en 1955.
Il s'agit d'une adaptation du roman Marcelino pan y vino de José María Sánchez-Silva (es) publié en 1953.
Présenté en compétition au huitième Festival de Cannes, le film fut un succès critique et commercial. Le jeune héros du film, Pablito Calvo, était âgé de six ans au moment du tournage.
Un remake du film sera tourné en 1991 par Luigi Comencini : Marcelino.

## Genèse
L'histoire, revue et modernisée dans le film comme dans le roman dont il est adapté, prend sa source dans une légende médiévale, l'une des nombreuses réunies dans le recueil d'Alfonso el Sabio.
Dans le film, l'histoire est placée peu après la guerre d'indépendance espagnole (1809-1814).

## Synopsis
Dans l'Espagne du XIXe siècle, un bébé est abandonné sur les marches d'un monastère. Les moines élèvent l'enfant (Marcelino) qui devient un jeune garçon tapageur. Les moines lui interdisent d'aller dans le grenier du monastère, où vit un « très grand homme qui l'emmènera ». Marcelino s'aventure tout de même à l'étage : il voit l'« homme » et, apeuré, s'enfuit. Lors d'un festival, Marcelino fait des ravages lorsqu'il laisse accidentellement des animaux en liberté, et le nouveau maire local, un forgeron au comportement grossier, utilise l'incident comme excuse pour essayer de fermer le monastère.
Face au silence que lui opposent les moines, Marcelino rassemble son courage et decide de monter à nouveau dans le grenier, où il ne voit non pas un épouvantail mais une belle statue du Christ en croix. Constatant que la statue a l'air affamée, le garçonnet vole du pain et du vin et les offre à la statue, qui prend vie, descend de la croix, mange et boit ce que le garçon lui a apporté. La statue devient le meilleur ami et confident du petit garçon ; elle commence à lui donner une instruction religieuse. De son côté, Marcelino se rend compte que la statue est le Christ.
Les moines devinent qu'il se passe quelque chose d'étrange lorsqu'ils voient le pain et le vin disparaître : ils se mettent à espionner l'enfant. Un jour, la statue remarque que Marcelino est pensif et maussade au lieu d'être heureux ; elle lui dit qu’elle aimerait récompenser sa gentillesse. Marcelino répond : « Je veux seulement voir ma mère, et la vôtre après ». La statue du Christ en croix berce l'enfant dans ses bras, lui dit de dormir - et Marcelino meurt, heureux.
Les moines assistent au miracle à travers une fissure dans la porte du grenier ; ils font irruption juste à temps pour voir le corps de Marcelino baigné d'une lueur céleste. La statue revient à sa place sur la croix. Marcelino est enterré sous la chapelle et vénéré par tous ceux qui visitent le monastère, maintenant florissant, devenu sanctuaire.
L'histoire est racontée en flashback par un moine (joué par Fernando Rey), qui, visitant une fille mourante, lui raconte l'histoire de Marcelino pour l'inspiration. Le film se termine avec le moine entrant dans la chapelle maintenant entièrement rénovée du monastère pendant la messe, et disant au crucifix autrefois gardé dans le grenier : « Nous avons parlé de Toi, Seigneur », puis, à la tombe de Marcelino, située à proximité : « Et de vous aussi, Marcelino ».

## Fiche technique
- Titre original espagnol : Marcelino pan y vino
- Titre italien : Marcellino pane e vino[2]
- Titre français : Marcelin, Pain et Vin
- Réalisation : Ladislas Vajda
- Scénario : Ladislas Vajda, d’après le roman de José María Sánchez Silva (1953)
- Photographie : Heinrich Gärtner
- Musique : Pablo Sorozábal
- Société de production : Chamartín P. y D.C. (Madrid), Falco Film (Rome)
- Société de distribution : Chamartín
- Pays de production :  Espagne -  Italie
- Langue originale : espagnol
- Format : noir et blanc - image : 1,37:1 - pellicule : 35 mm - son : Mono (RCA Ultraviolet)
- Genre : drame
- Durée : 91 minutes
- Dates de sortie :
  - Espagne : 24 février 1955
  - France : 27 juillet 1955
  - Italie : 8 septembre 1955

## Distribution
- Pablito Calvo : Marcelino
- Rafael Rivelles : Père supérieur
- Antonio Vico : Frère Porte
- Juan Calvo : Frère Papilla
- José Marco Davó : Pascual
- Juanjo Menéndez : Frère Giles
- Adriano Domínguez : moine
- Antonio Ferrandis : moine
- José Nieto : le commandant de la garde civile
- Fernando Rey : le narrateur

## Autres adaptations du roman initial
- En 2000, une série d'animation en 26 épisodes est sorti : Marcelino, une coproduction internationale (Espagne, France, Japon) réalisée par Santiago Moro et Xavier Picard.
- En 1991, Luigi Comencini a réalisé un remake du film, Marcelino, avec Ennio De Concini. Il en a réécrit le scénario.
- En 1958, le jeune Pablito Calvo a joué avec le comique Totò dans un film dont le titre fait référence à ce film-ci : Mon gosse, réalisé par Antonio Musu

## Récompenses
- Festival de Berlin (1955)
  - 2º prix (Ours d'argent)
- Festival de Cannes 1955[3]
  - mention du jury pour le jeune Pablito Calvo
  - mention spéciale de l'Association catholique mondiale pour la Communication